# جمعية هيوستن لنقاد السينما
جمعية هيوستن لنقاد السينما هي منظمة غير ربحية للنقاد السينما في هيوستن، تكساس، الولايات المتحدة الأمريكية. تقدم المنظمة مجموعة من الجوائز لـ «الإنجاز الاستثنائي» للأفلام في حفل يُقام في متحف الفنون الجميلة في هيوستن. تم تأسيس الجمعية في عام 2007 وتضم 25 ناقدا سينمائيا.

## فئات الجوائز
- أفضل فيلم.
- أفضل أداء لممثل في دور رئيسي.
- أفضل أداء لممثلة في دور رئيسي.
- أفضل أداء لممثل في دور مساعد.
- أفضل أداء لممثلة في دور مساعد.
- أفضل أداء لطاقم الفيلم.
- أفضل مخرج سينمائي.
- أفضل سيناريو.
- أفضل فيلم رسوم متحركة.
- أفضل تصوير سينمائي.
- أفضل فيلم وثائقي.
- أفضل فيلم أجنبي.
- أفضل أغنية أصلية.
- أفضل موسيقى تصويرية.
- الإنجاز المتميز في السينما.

## وصلات خارجية
- الموقع الرسمي.